# Cingilia devinctaria
Cingilia devinctaria är en fjärilsart som beskrevs av Achille Guenée 1858. Cingilia devinctaria ingår i släktet Cingilia och familjen mätare. Inga underarter finns listade i Catalogue of Life.